# Bromuro di etilmagnesio
Il bromuro di etilmagnesio è un composto chimico appartenente alla classe dei reattivi di organo-magnesio (noti anche come reattivi di Grignard in onore dello scopritore). La sua formula è C2H5MgBr oppure C2H5Mg+·Br− e possiamo interpretarlo come uno ione magnesio legato tramite un legame covalente ad un gruppo etile e con un legame ionico ad un atomo di bromo. È ampiamente usato nella sintesi di laboratorio di molti composti organici.

## Preparazione
L'etilmagnesio bromuro è commercialmente disponibile in soluzione di dietil etere o tetraidrofurano. Lo si può preparare, in maniera tradizionale, per reazione di un alogenuro alchilico (il bromuro di etile) con trucioli di magnesio:
EtBr + Mg → EtMgBr
Si può preparare anche per ozonolisi del propene (un alchene) e successive reazioni, come mostrato nello schema di seguito.

## Reazioni
Come tutti i reattivi di Grignard, il bromuro di etilmagnesio si comporta da base forte e può deprotonare molte sostanze (a patto che la loro pKa sia tale da favorire sempre la formazione di una specie coniugata debolissima, come un alcano).
Un esempio di reazione sotto riportato è l'attacco al triplo legame di un alchino, ma le reazioni tipiche sono quelle con i composti carbonilici.
RC≡CH  +  EtMgBr  →  RC≡CMgBr  + EtH
Per quanto riguarda la reazione con gli alchini, attualmente i Grignard sono stati soppiantati dai reattivi di organo-litio.